# Télécommunications à Taïwan
 (août 2016).
Les Télécommunications à Taïwan sont régulées par le Ministère des transports et des communications taïwanais. Elles comprennent :

## Téléphones- lignes fixes
Le nombre d'utilisateurs a chuté de 13.08 millions en 2008 à 11.02 millions en octobre 2019.

## Téléphones mobiles
Le nombre d'utilisateurs est passé de 21.80 millions en juin 2002, à 30.16 millions en mars 2023. 

## Système téléphonique

### National
Complètement numérisé, il fournit des services de télécommunications modernes pour toutes les entreprises et pour les particuliers.

### International
satellite stations terrestres - 2 Intelsat (1 sur l'Océan Pacifique et 1 sur l'Océan Indien) ;
- câbles sous-marins vers le Japon et (Okinawa), Philippines, Guam, Singapour, Hong Kong, Indonésie, Australie, Moyen-Orient, et Europe de l'Ouest (1999)

## Stations de diffusions radio
AM 218, FM 333, ondes courtes 50 (1999)

## Radios
16 millions (1994)

## Stations de diffusion de télévision
29 (plus deux répéteurs) (1997)

## Télévisions
8.8 millions (1998)

## Fournisseurs d'accès Internet(FAI)
15 (1999)

## Domaine de premier niveau(Top level domain)
.tw